# Luis Emilio Recabarren
Emilio Recabarren Serrano (ur. 6 lipca 1876, zm. 19 grudnia 1924) – chilijski działacz polityczny.
W 1894 rozpoczął działalność w Partii Demokratycznej. Organizował związki zawodowe. W 1912 był jednym z założycieli, a następnie przywódcą Socjalistycznej Partii Robotniczej Chile, którą przekształcono w 1922 w Komunistyczną Partię Chile. Od 1921 zasiadał w parlamencie jako deputowany. Zmarł śmiercią samobójczą na skutek postrzału.